# Haro, Mexiko
Haro är en ort i Mexiko.   Den ligger i kommunen Escárcega och delstaten Campeche, i den sydöstra delen av landet, 900 km öster om huvudstaden Mexico City. Haro ligger 69 meter över havet och antalet invånare är 1 092.
Terrängen runt Haro är platt. Runt Haro är det glesbefolkat, med 11 invånare per kvadratkilometer. Närmaste större samhälle är Escárcega, 18,9 km norr om Haro. I omgivningarna runt Haro växer i huvudsak städsegrön lövskog.